# Естебан Карріль
Естебан Карріль (ісп. Esteban Carril; нар. 24 травня 1977) — колишній іспанський тенісист.
Найвищу одиночну позицію світового рейтингу — 462 місце досяг 17 лютого 2003, парну — 291 місце — 12 вересня 2005 року.

## Титули ITF Ф'ючерс

### Одиночний розряд: (1)
| Ранг | Дата     | Турнір             | Покриття | Суперник     | Рахунок  |
| ---- | -------- | ------------------ | -------- | ------------ | -------- |
| 1.   | Тра 2002 | Кувейт F3, Mishref | Тверде   | Адр'ян Барбу | 6–4, 6–1 |

### Парний розряд: (9)
| Ранг | Дата     | Турнір                        | Покриття | Партнер                   | Суперники                                        | Рахунок       |
| ---- | -------- | ----------------------------- | -------- | ------------------------- | ------------------------------------------------ | ------------- |
| 1.   | Кві 2002 | Кувейт F1, Mishref            | Тверде   | Вальтер Орт               | Євген Смірнов Яспер Сміт                         | 6–2, 5–7, 6–4 |
| 2.   | Чер 2002 | Іспанія F4, Канарські острови | Тверде   | Марк Ковач                | Гільєрмо Гарсія-Лопес Карлес Поч Градін          | 7–6(3), 6–4   |
| 3.   | Жов 2002 | Іспанія F17, Мартос (Хаен)    | Тверде   | Йоган Дейкстра            | Дієго Хункейра Федеріко Торрезі                  | 3–6, 6–4, 6–4 |
| 4.   | Сер 2003 | Хорватія F5, Загреб           | Ґрунт    | Лука Кутаняць             | Горан Белошевич Іван Цинкус                      | 6–3, 7–5      |
| 5.   | Вер 2003 | Іспанія F22, Мадрид           | Тверде   | Сантьяго Вентура Бертомеу | Алессандро да Коль Джузеппе Менга                | 6–0, 3–6, 6–3 |
| 6.   | Вер 2003 | Іспанія F24, Мадрид           | Тверде   | Сантьяго Вентура Бертомеу | Едуарду Борер Марсіу Карлссон                    | 6–4, 7–6(5)   |
| 7.   | Жов 2004 | Іспанія F27, Кордова          | Тверде   | Анхель-Хосе Мартін-Арройо | Серхіо Контрерас-Фарінас Тоні Гольцінґер         | 6–4, 7–5      |
| 8.   | Сер 2005 | Іспанія F21, Сантандер        | Ґрунт    | Габрієль Трухільйо Солер  | Гієм Бурнйоль Хосе Антоніо Санчес де Луна        | 6–3, 7–5      |
| 9.   | Вер 2005 | Іспанія F22, Ов'єдо           | Ґрунт    | Габрієль Трухільйо Солер  | Сесар Феррер-Вікторія Даніель Муньйос де ла Нава | 6–2, 6–2      |